# Kim Mi-re
Dans ce nom coréen, le nom de famille, Kim, précède le nom personnel.
Kim Mi-re (coréen : 김미례) est une cinéaste de Corée du Sud, née au nord de la province de Chungcheong en 1964. Elle est diplômée en langue allemande. Les pièces de Brecht et le film Metropolis de Fritz Lang sont d’une grande inspiration pour son œuvre.

## Filmographie
- 2000 : From Sunrise till Sunset (documentaire)
- 2001 : A Always Dream of Tomorrow (documentaire)
- 2002 : Going Together Hand in Hand (documentaire)
- 2003 : We Are Workers or Not? Nodongjada Anida? (documentaire)
- 2005 : Nogada
- 2009 : Weabak: Stayed Out All Night (documentaire)

## Distinctions
2004, Festival international de films de Fribourg : Documentary Award pour We Are Workers or Not?